# 110 a. C.
El año 110 a. C. fue un año del calendario romano prejuliano. En el Imperio romano, fue conocido como el año 644 Ab Urbe condita.

## Acontecimientos
- Boda entre Cayo Mario y Julia
- Espurio Postumio Albino es  cónsul de Roma

- Datos: Q43190